# Нетт
Нетт — одно из административных подразделений штата Понпеи, Федеративные Штаты Микронезии.

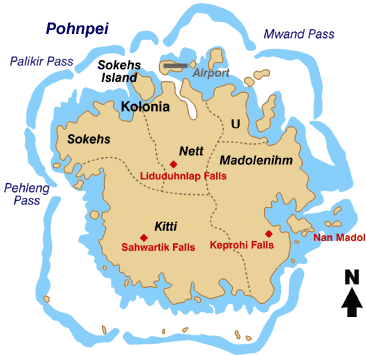
Карта острова Понпеи

Нетт является одним из шести муниципалитетов, расположенных на главном острове Понпеи. Он соответствует северо-центральному сектору острова.
По состоянию на 2010 год население составляло 6 639 человек. Муниципалитет Нетт ранее включал в себя Колонию, которая теперь является отдельным административным подразделением.